# Gerhardshofen
 Gerhardshofen – miejscowość i gmina w Niemczech, w kraju związkowym Bawaria, w rejencji Środkowa Frankonia, w regionie Westmittelfranken, w powiecie Neustadt an der Aisch-Bad Windsheim, wchodzi w skład wspólnoty administracyjnej Uehlfeld. Leży około 10 km na północny wschód od Neustadt an der Aisch.

## Dzielnice
W skład gminy wchodzą następujące dzielnice: 
| - Gerhardshofen - Altenbuch - Birnbaum - Eckenhof - Emelsdorf | - Forst - Göttelhöf - Kästel - Kleehof - Linden | - Rappoldshofen - Sintmannsbuch - Vahlenmühle - Willmersbach |